# Dendronotus rufus
Dendronotus rufus är en snäckart som beskrevs av Charles Henry O'Donoghue 1921. Dendronotus rufus ingår i släktet Dendronotus och familjen trädryggsniglar. Inga underarter finns listade i Catalogue of Life.